# Bahamas nos Jogos Olímpicos de Verão de 2020
As Bahamas participam nos Jogos Olímpicos de Verão de 2020 em Tóquio. Originalmente programados para ocorrerem de 24 de julho a 9 de agosto de 2020, os Jogos foram adiados para 23 de julho a 8 de agosto de 2021, por causa da pandemia COVID-19. Será a 18ª participação da nação nas Olimpíadas de Verão.

## Competidores
Abaixo está a lista do número de competidores nos Jogos.
| Esporte   | Masculino | Feminino | Total |
| --------- | --------- | -------- | ----- |
| Atletismo | 4         | 8        | 12    |
| Natação   | 1         | 1        | 2     |
| Total     | 5         | 9        | 14    |

## Atletismo
Os seguintes atletas de Bahamas conquistaram marcas de qualificação, pela marca direta ou pelo ranking mundial, nos seguintes eventos de pista e campo (até o máximo de três atletas em cada evento):
- Nota– As posições para os eventos de pista são em relação à bateria do atleta
- Q = Qualificado para a próxima fase
- q = Qualificado para a próxima fase como o perdedor mais rápido ou, em eventos de campo, pela posição sem atingir o alvo para qualificação
- NR = Recorde nacional
- N/A = Fase não aplicável para o evento
- Bye = Atleta não precisou disputar aquela fase

Eventos de pista e estrada
Masculino
| Atleta            | Evento | Eliminatória | Eliminatória | Quartas-de-final | Quartas-de-final | Semifinal | Semifinal | Final     | Final   |
| Atleta            | Evento | Resultado    | Posição      | Resultado        | Posição          | Resultado | Posição   | Resultado | Posição |
| ----------------- | ------ | ------------ | ------------ | ---------------- | ---------------- | --------- | --------- | --------- | ------- |
| Samson Colebrooke | 100 m  | Bye          | Bye          |                  |                  |           |           |           |         |
| Steven Gardiner   | 200 m  |              |              |                  |                  |           |           |           |         |
| Steven Gardiner   | 400 m  |              |              | —                | —                |           |           |           |         |

Feminino
| Atleta              | Evento                | Eliminatória | Eliminatória | Quartas-de-final | Quartas-de-final | Semifinal | Semifinal | Final     | Final   |
| Atleta              | Evento                | Resultado    | Posição      | Resultado        | Posição          | Resultado | Posição   | Resultado | Posição |
| ------------------- | --------------------- | ------------ | ------------ | ---------------- | ---------------- | --------- | --------- | --------- | ------- |
| Brianne Bethel      | 200 m                 |              |              | —                | —                |           |           |           |         |
| Devynne Charlton    | 100 m                 |              |              |                  |                  |           |           |           |         |
| Devynne Charlton    | 100 m com barreiras   |              |              | —                | —                |           |           |           |         |
| Tynia Gaither       | 100 m                 | Bye          | Bye          |                  |                  |           |           |           |         |
| Tynia Gaither       | 200 m                 |              |              | —                | —                |           |           |           |         |
| Shaunae Miller-Uibo | 200 m                 |              |              | —                | —                |           |           |           |         |
| Shaunae Miller-Uibo | 400 m                 |              |              | —                | —                |           |           |           |         |
| Pedrya Seymour      | 100 m com barreiras   |              |              | —                | —                |           |           |           |         |
|                     | Revezamento 4 × 400 m |              |              | —                | —                | —         | —         |           |         |

Eventos de campo
| Atleta        | Evento                    | Qualificação | Qualificação | Final     | Final   |
| Atleta        | Evento                    | Distância    | Posição      | Distância | Posição |
| ------------- | ------------------------- | ------------ | ------------ | --------- | ------- |
| Jamal Wilson  | Salto em altura masculino |              |              |           |         |
| Donald Thomas | Salto em altura masculino |              |              |           |         |

## Natação
Bahamas recebeu um convite de Universalidade da FINA para enviar seus dois nadadores de melhor ranking (um por gênero) para o respectivo evento individual nas Olimpíadas, baseado no Sistema de Pontos da FINA de 28 de junho de 2021.
| Atleta        | Evento                | Eliminatória | Eliminatória | Semifinal | Semifinal | Final | Final   |
| Atleta        | Evento                | Tempo        | Posição      | Tempo     | Posição   | Tempo | Posição |
| ------------- | --------------------- | ------------ | ------------ | --------- | --------- | ----- | ------- |
| Izaak Bastian | 100 m peito masculino |              |              |           |           |       |         |
| Joanna Evans  | 400 m livre feminino  |              |              |           |           |       |         |